# ISO 639
ISO 639 je jedan od ISO standarda, koji definiše kodove za nazive jezika.
Standard ISO 639 se sastoji od nekoliko delova, od kojih su do sad objavljena samo dva (na ostalim se još radi):
- : 2002 Kodovi za nazive jezika – Deo 1: dvoslovni kod
- : 1998 Kodovi za nazive jezika – Deo 2: troslovni kod

Sledeći delovi ovog standarda se pripremaju:
- : 2006? Kodovi za nazive jezika – Deo 3: troslovni kod za komplentan spisak dostupnih jezika
- : 2007? Kodovi za nazive jezika – Deo 4: uputstva za realizaciju i osnovni principi za kodiranje jezika
- : 2006? Kodovi za nazive jezika – Deo 5: troslovni kodovi za porodice jezika i grupe
- : 2007? Kodovi za nazive jezika – Deo 6: četvoroznakovni kodovi za sveobuhvatnu pokrivenost jezičkih varijacija